# Алечковић
Алечковић је српскохрватско презиме. Може се односити на следеће особе:
- Мила Алечковић Николић (1959), клинички психолог, професор и писац
- Мира Алечковић (1924—2008), песникиња